# ادوارد هاوک، اولین بارون هاوک
ادوارد هاوک، اولین بارون هاوک (انگلیسی: Edward Hawke, 1st Baron Hawke; ۲۱ فوریهٔ ۱۷۰۵ – ۱۷ اکتبر ۱۷۸۱) افسر نیروی دریایی پادشاهی بریتانیا و سیاستمدار بود. او به عنوان کاپیتان کشتی درجه سه اچ‌ام‌اس برانزویک، در فوریه ۱۷۴۴ در نبرد تولون در طول جنگ جانشینی اتریش شرکت کرد. او همچنین در اکتبر ۱۷۴۷ در دومین نبرد کیپ فینیستر، شش کشتی از یک اسکادران فرانسوی را در خلیج بیسکای به غنیمت گرفت.
هاوک در نوامبر ۱۷۵۹ در طول جنگ هفت ساله، در نبرد خلیج کیبرون بر ناوگان فرانسوی پیروز شد و از حمله فرانسه به بریتانیا جلوگیری کرد. او مفهوم اسکادران غربی را توسعه داد و تقریباً به طور مداوم سواحل فرانسه را در طول جنگ محاصره کرد.
هاوک همچنین از سال ۱۷۴۷ تا ۱۷۷۶ در مجلس عوام بریتانیا عضویت داشت و به مدت پنج سال بین سال‌های ۱۷۶۶ تا ۱۷۷۱ به عنوان لرد اول دریاسالاری خدمت کرد. در این سمت، او در کنترل هزینه‌های نیروی دریایی موفق بود و همچنین بر بسیج نیروی دریایی در طول بحران فالکلند در سال ۱۷۷۰ نظارت داشت.